# China International Capital Corporation
Die China International Capital Corporation Ltd. (CICC) ist eine chinesische Investmentbank. Sie ist die erste und bis heute auch die größte Investmentbank des Landes. Das Unternehmen wurde im Jahr 1995 gegründet und ging im Jahr darauf an die Börse Shanghai. Das Hauptquartier befindet sich im China World Trade Center in Peking. Neben den Standorten in China unterhält die Bank noch internationale Standorte in Hongkong, New York, San Francisco, Singapur, London und Frankfurt. Die Bank befindet sich momentan zu 55,68 % in Besitz der Central Huijin Investment Ltd., 24,75 % der Anteile befinden sich in Hand von sonstigen Aktionären, den Rest der Anteile halten Investmentgesellschaften.